# Myzopoda aurita
Myzopoda aurita es una especie de mamífero quiróptero de la familia Myzopodidae. No se conocen subespecies.

## Distribución geográfica
Es endémica de Madagascar.